# Adelle Tracey
Pour les articles homonymes, voir Tracey.
Adelle Tracey (née le 27 mai 1993 à Seattle aux États-Unis) est une athlète jamaïcaine spécialiste du demi-fond. Elle concourt sous les couleurs de la Grande-Bretagne, pays où elle a grandi, jusqu'en 2022.

## Biographie
Elle se classe deuxième de la Coupe du monde d'athlétisme 2018 derrière l’Américaine Raevyn Rogers, et termine cette même année au pied du podium des championnats d'Europe à Berlin.
Elle est autorisée à concourir pour la Jamaïque à compter du 27 juin 2022.
En 2023 elle prend la 7e place du 800 m des Championnats du monde de Budapest. Au 1 500 m, elle échoue en demi-finale, malgré un temps de 3 min 58 s 77, devenant la première Jamaïcaine à courir sous les 4 min sur cette distance.

## Palmarès
| Date | Compétition                                  | Lieu     | Résultat | Épreuve | Temps         |
| ---- | -------------------------------------------- | -------- | -------- | ------- | ------------- |
| 2009 | Festival olympique de la jeunesse européenne | Tampere  | 2e       | 800 m   | 2 min 9 s 92  |
| 2022 | Championnats NACAC                           | Freeport | 3e       | 800 m   | 1 min 59 s 54 |
| 2022 | Championnats NACAC                           | Freeport | 2e       | 1 500 m | 4 min 8 s 42  |
| 2023 | Championnats du monde                        | Budapest | 7e       | 800 m   | 1 min 58 s 41 |

## Records
| Épreuve | Temps              | Lieu     | Date         |
| ------- | ------------------ | -------- | ------------ |
| 800 m   | 1 min 58 s 41      | Budapest | 25 août 2023 |
| 1 500 m | 3 min 58 s 77 (NR) | Budapest | 20 août 2023 |